# Pot kulturne dediščine
Pot kulturne dediščine Žirovnica je tematska pot v občini Žirovnica, ki velja za eno najstarejših tovrstnih poti v Sloveniji. Pot povezuje rojstne hiše pomembnih slovenskih kulturnih ustvarjalcev, ki so se rodili v vaseh pod Stolom. Gre za območje z izjemno koncentracijo literarnih osebnosti, ki so pomembno prispevale k razvoju slovenskega jezika, literature in kulturne dediščine.
Pot poteka mimo naslednjih muzejskih hiš - kulturnih spomenikov državnega in lokalnega pomena:
- Prešernova rojstna hiša v Vrbi,
- Čopova rojstna hiša v Žirovnici,
- čebelnjak Antona Janše na Breznici,
- Finžgarjeva rojstna hiša v Doslovčah,
- Jalnova rojstna hiša na Rodinah.

Vse hiše so danes urejene kot muzeji in so odprte za obiskovalce. Poleg muzejskih hiš pot vključuje tudi druge znamenitosti, kot so cerkev sv. Marka v Vrbi, vaška lipa v Vrbi, Prešernov in Janšev spomenik, Plečnikov spomenik na Breznici, aleja slavnih mož v Zabreznici in zasebni Muzej preteklosti.
Pot je označena in krožna, dolga približno 10 kilometrov. Poteka po lokalnih, vaških in poljskih poteh ter delno po pašnikih. Dostopna je peš, s kolesom ali z avtomobilom oz. avtobusom. Parkirišča so urejena na več mestih, večja na Vrbi, Breznici in Rodinah, manjše tudi pri Čopovi rojstni hiši.

## Nagrade in priznanja
Pot kulturne dediščine Žirovnica je prejemnica več priznanj:
- Zlati znak gostoljubnosti 2024 za naj tematsko pot,
- Naj tematska pot leta 2012 (Turistična zveza Slovenije),
- 1. mesto leta 2017 in 2. mesto leta 2019 na nacionalnem izboru "Moja dežela – lepa in gostoljubna",
- več regijskih nagrad v letih 2011, 2012 in 2015.
- V letu 2013 so pot tudi celostno uredili, vključena pa je tudi v širši projekt Slovenska pisateljska pot.

Dežela kranjska

nima lepš' ga kraja,

ko je z okol'šč'no ta,

podoba raja.— France Prešeren, Krst pri Savici

## Potek poti z osrednjimi točkami
Pot kulturne dediščine Žirovnica poteka po krožni trasi skozi več vasi v občini Žirovnica. Obiskovalci, pohodniki ali kolesarji jo lahko začnejo kjer koli, saj nima določenega začetka ali konca. Na poti si je mogoče ogledati Čopovo rojstno hišo v Žirovnici, kjer so na ogled razstava o Matiji Čopu, Muzejska soba Ajdna, razstava o sami poti ter kratki film Ni ga lepšga kraja. Nadaljuje se skozi vas Selo pri Žirovnici, rojstno vas Jožefa Žemlje. V Zabreznici pot vodi mimo Aleje slavnih mož z doprsnimi kipi Franceta Prešerna, Matije Čopa, Frana Saleškega Finžgarja, Janeza Jalna in Antona Janše. Doprsne kipe so oblikovali kiparji Zdenko Kalin, Jaka Torkar in Bojan Kunaver. Na Breznici stoji čebelnjak Antona Janše, pionirja modernega čebelarstva. V Doslovčah se nahaja rojstna hiša pisatelja Frana Saleškega Finžgarja. Skozi Smokuč, rojstno vas prvega prešernoslovca Toma Zupana, pohodniki prispejo do Rodin, kjer si ogledajo rojstno hišo Janeza Jalna in cerkev svetega Klemena. V Vrbi pa stoji rojstna hiša pesnika Franceta Prešerna, cerkev sv. Marka in spomeniško zaščitena vaška lipa. Celotna pot ponuja vpogled v bogato kulturno dediščino območja in povezuje pomembne točke v naravnem in zgodovinskem okolju pod Stolom.

## Kulturni dogodki
Vsako leto 8. februarja, na slovenski kulturni praznik, po poti poteka tradicionalni pohod Pohod po Poti kulturne dediščine Žirovnica, v sklopu katerega so vse hiše brezplačno odprte za obiskovalce med 8. in 16. uro.
KašArt je poletni festival umetnosti, ki poteka v Žirovnici in na Poti kulturne dediščine Žirovnica, znani tudi kot “Kašarija” pod Stolom. Festival združuje pripovedništvo, poezijo, popularno in alternativno glasbo ter druženje na prostem, z namenom predstaviti kulturno dediščino območja. Dogodki se odvijajo na več raznolikih prizoriščih: Pravljični večeri pred Finžgarjevo rojstno hišo v Doslovčah, Prešerna noč z Aleksandrom Mežkom & prijatelji v Vrbi, Koncert v Završnici ter Mala scena v Čopovi rojstni hiši v Žirovnici. 